# Yvon Malette

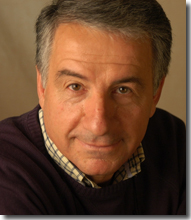
Yvon malette.

Yvon Malette (Lefaivre, Prescott-Russell, 1943) escritor canadiense en francés.
Ha trabajado como profesor de literatura en escuelas de educación secundaria y en la Universidad de Ottawa. Además, ha publicado en diversas revistas y editado para Radio-Canada. Es autor de Grand-mère racontait..., programa multimedia de gramática francesa, y en la biografía de Gabrielle Roy.
En 1993, fundó la Editorial David en Ottawa (Ontario) que ya ha publicado más de 200 títulos.

## Obra
- 1994 : Autoportrait mythique de Gabrielle Roy en francés

## Programa informático
- 1993 : en francés Grand-mère racontait...